# Aemilia Ars
Aemilia Ars, förening i Bologna, Italien grundad 1900. Ändamålet var att återuppliva traditionsrika handarbetstekniker som hade fått minskad användning under 1800-talet. En av huvudkrafterna bakom föreningen var konstnären Alfonso Rubbiani.